# Amiloïdosi cutània macular
L'amiloïdosi cutània macular (o, senzillament, amiloïdosi macular) o melanosi friccional és una forma d'amiloïdosi cutània localitzada caracteritzada per la presència de màcules fosques, moderadament pruents. De forma habitual es localitza a l'esquena, entre els omòplats (llavors s'anomena amiloïdosi interescapular), però també es pot trobar als braços, mamelles, les natges i canyelles. S'observa més freqüentment en hispanoamericans i de pell fosca.
El tractament principal consisteix principalment a evitar el rascat; també poden emprar-se antihistamínics orals i glucocorticoides tòpics.